# Copelatus pandanorum
Copelatus pandanorum är en skalbaggsart som beskrevs av Scott 1912. Copelatus pandanorum ingår i släktet Copelatus och familjen dykare. Inga underarter finns listade i Catalogue of Life.